# Амбарная (река, впадает в Пясино)
Амбарная — река на севере Красноярского края России, протекает по Таймырскому Долгано-Ненецкому району.
Длина реки — 60 км, водосборная площадь — 428 км².
Берёт исток из озера Амбарное, впадает в озеро Пясино.
29 мая 2020 года через правый приток Далдыкан в Амбарную попало около 20 тысяч тонн дизельного топлива. Чтобы не допустить загрязнения озера Пясино, на реке были установлены боновые заграждения, однако полностью задержать ими утечку нефтепродуктов не удалось.